# Вецумниеки
Ве́цумниеки (латыш. Vecumnieki) — село на юге Латвии, административный центр Вецумниекской волости и Вецумниекского края. До 1 июля 2009 года входило в состав Бауского района.
Расстояние до города Бауска 33 км, до Риги — 40 км. 

## История
Нынешнее поселение находится на территории бывшего Вецумниекского поместья. До 1940 года называлось Вецмуйжа. В советское время населённый пункт был центром Вецумниекского сельсовета Бауского района. В селе располагался совхоз «Вецумниеки».
В Вецумниеки имеются: здание краевой администрации, разнообразные торговые заведения, кафе, парикмахерские, фотосалон, Вецумниекская средняя школа, Вецумниекская музыкальная и художественная школа, детское дошкольное образовательное учреждение, спортивная школа, Народный дом, Вецумникская лютеранская церковь, Вецумниекский центр здоровья, аптеки, пансионат «Atvasara», почтовое отделение.

## Транспорт
Через село проходят региональные автодороги P88 Бауска — Линде и P89 Кекава — Скайсткалне, а также железнодорожная линия Крустпилс — Елгава.

## Известные люди
- Грубе, Вильгельм Фёдорович (1827—1898) — учёный-медик, хирург; доктор медицины, заслуженный профессор.
- Ингмар Лидака (1966) — политик, активист природоохранных организаций.
- Айнарс Ковалс (1981) — легкоатлет, метатель копья.
- Айварс Силиньш (1947—2016) — советский и латвийский актёр театра и кино.